# Torre dels Escipions
La Torre dels Escipions és un monument funerari en forma de torre construït a la primera meitat del segle i dC al costat de la Via Augusta, a uns 6 km al nord-est de Tàrraco, a la vora de la carretera N-340, a l'oest-nord/oest de la ciutat de Tarragona. Està format per tres cossos superposats i a la façana de l'intermedi presenta dues figures d'Atis —divinitat oriental funerària— que sostenen una inscripció. Una errònia identificació de les figures amb els germans Publi i Gneu Escipió és l'origen del nom tradicional.

## Basament
L'anomenada Torre dels Escipions, obra del segle i situat prop de l'antiga Via Augusta, a uns 6 km al nord de Tarragona, és un monument funerari romà en forma de torre. El monument, al qual no és possible accedir des de l'exterior, consta de tres cossos superposats i de perímetre decreixent. El basament presenta una planta aproximadament quadrada (4,47 x 4,72 m). Està format per tres filades de carreus que mesuren de 60 a 63 cm d'altura, per 150 o 180 cm de llargària que són disposats a manera de sòcol. Els blocs centrals de la tercera filada d'aquest cos a la façana principal presenten uns encaixos molt acurats amb els altres carreus inferiors, una tècnica constructiva que es feia servir per a reforçar la compacitat de l'obra. L'altura d'aquest primer cos és a la façana principal d'1,89 m i a la façana nord d'1,48 m. La connexió amb el següent cos es fa a través d'una motllura de 33 cm d'altura.

## Cos central

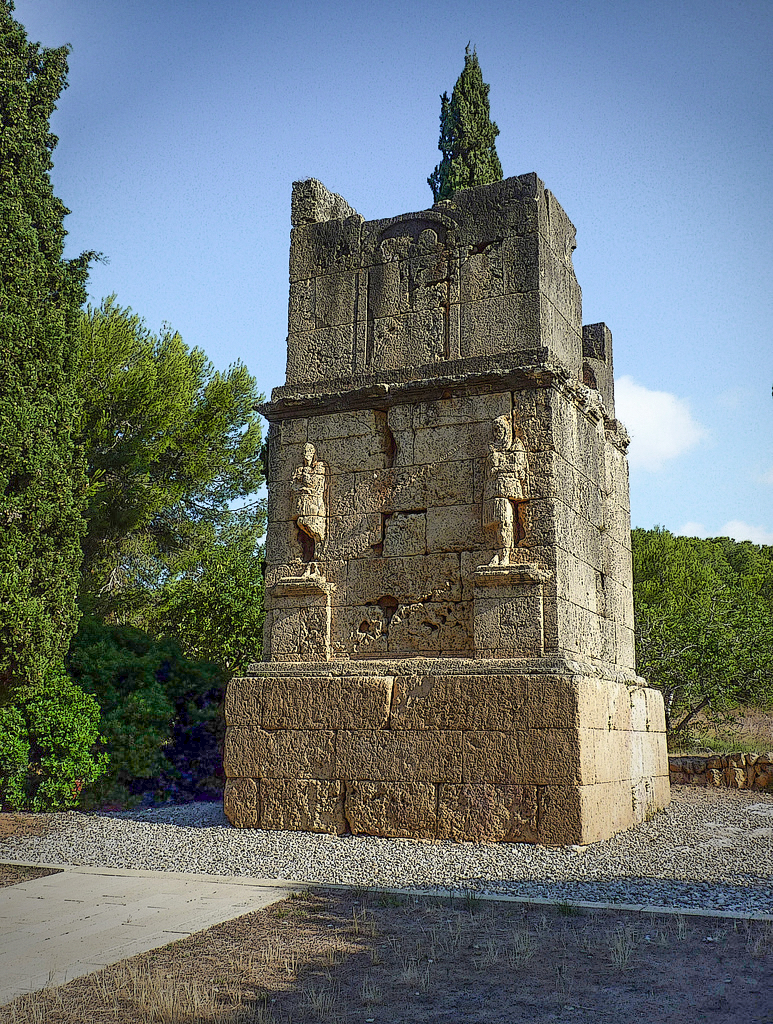

El cos central té una planta gairebé quadrangular de quatre metres de costat (4,05 m) i està treballat en opus quadratum fins a una altura de 3,8 m. Es troba limitat, tant inferiorment com superior, per motllures de perfil invers, que presenten la part superior sortint i convexa i la inferior entrant i còncava. Les dues estàtues en relleu d'Atis, esculpides en els mateixos carreus que formen la torre, són de grandària natural i es disposen sobre uns pedestals d'1,17 m. L'última filada de carreus trenca les dimensions de les precedents en aquest cos, ja que mesuren uns 86 cm i és en ella on hi ha els caps de les estàtues.

## Relleu d'Atis
A la façana orientada a la Via Augusta del cos central del sepulcre anomenat Torre dels Escipions es veuen uns relleus realitzats en els mateixos carreus de pedra local del monument. Es tracta de dues figures, d'1,85 m d'altura, col·locades sobre sengles pedestals motllurats en la seva part superior. Les figures són simètriques, ja que es mostren en la mateixa postura però invertida. Es presenten dempeus, en posició frontal i actitud de descans, amb la cama exterior creuada sobre la interior. Un dels braços està col·locat sobre l'abdomen mentre que l'altre es doblega cap a dalt, aproximant la mà al mentó, car el cap està lleugerament inclinat i torçat cap a l'interior en actitud de meditació o de dol. Vesteixen la característica indumentària oriental, és a dir, una curta túnica amb mànigues nuada a la cintura, unes estretes calces perses subjectades als turmells i un mantell llarg que els cobreix parcialment el pit i cau per l'esquena. Al cap porten el barret o tiara frigi.
Degut a la similitud de la túnica i el mantell amb l'abillament militar, aquestes figures van ser en un principi identificades com a soldats, més concretament com els germans Publi i Gneu Escipió, error que va donar lloc a la tradicional denominació d'aquest monument. Tanmateix, a la investigació més recent ja no hi ha dubte que es tracta de representacions del déu Atis. Aquesta divinitat oriental té els seus orígens a Frígia i el seu culte estava íntimament lligat al de la Deessa Mare Cíbele. Coneixem diverses versions de la llegenda mitològica d'aquestes dues deïtats a través de les fonts antigues. Pel que fa a Atis, els elements més significatius del seu mite són la seva mort deguda a l'autocastració i la seva posterior resurrecció.

## Inscripció
Damunt d'aquestes figures hi ha una inscripció molt deteriorada, de dues línies, la lectura i interpretació de la qual ha estat molt debatuda. Sembla que fa referència possiblement a la vida i mort exemplars d'un polític d'aquella època, l'obra del qual s'havia de continuar: «ORNATE EA QUAE LINQUIT SPECIOSE VITAE SUAE REBUS POSITIS NEGLIGENS: UNUM STATUIT LOCUM IIS SEPULCHRUM UBI PERPETUO REMANE». Una possible traducció seria: 'Coroneu allò que ell brillantment deixa, oblidant-se de la seva vida un cop arranjada la situació. Per a tal cosa s'estableix un lloc: el sepulcre on roman per sempre'. El material és, com el conjunt de la Torre, una lumaquel·la procedent d'una pedrera situada a prop del mar, en l'entorn del monument, que ja identificà en el seu dia Aureli Álvarez. Són unes lletres d'unes dimensions del camp epigràfic de 566 x 56 cm, una alçada d'entre 10 i 12 cm. i una interlineació aproximada d'entre 2 a 5 cm. La inscripció fou atribuïda erròniament als Escipions sobre la base de llegir Corneli allà on avui llegim ornate. Aquesta hipòtesi fou fins i tot considerada per E. Hübner, si bé sense emparentar el pretès Corneli del monument amb els Escipions. Una versió més crítica volia que aquesta fos la tomba d'una dona del mateix nom. La lectura més acceptada, com ja feren les de Mariner i Alföldy, retorna a l'anonimat el personatge que feu erigir el monument, però al mateix temps dona una mostra il·lustrativa del que va ser la composició d'una poesia culta no sempre afortunada, que és tanmateix un bon indici del que representa la penetració de la llengua llatina a la capital de la Hispània citerior: Tàrraco.

## Cos superior
El cos superior s'aixeca sobre una petita base de 25 cm i és de planta quadrada de 3,36 m aproximadament, conservant una alçada màxima de quatre filades de carreus de mides que oscil·len entre els 76 i els 85 cm fins a una alçada total de 3,22 m. A la part superior del monument, principalment en la seva façana nord, hi veiem restes d'arrebossat d'un gruix d'un centímetre i mig, possiblement d'època, que ens fa pensar que tot l'edifici hauria pogut anar estucat i pintat. També s'aprecien uns arcs escarsers en relleu, el més conegut dels quals és el de la façana principal, ja que conté els relleus esbossats en pla de dos personatges. El fet que quedin encara forats per grapes als carreus del coronament del monument fa pensar que aquest seguia en altura com a mínim una filada més de carreus, els quals podrien estar treballats a manera de cornisa. El coronament, avui desaparegut, probablement fou de tipus piramidal. Sembla el més coherent, si es té en compte la planta quadrada en descens de la construcció.
Malgrat la prou bona conservació del monument, la informació textual que permetria donar-li una datació concreta és nul·la. La inscripció no aporta noms propis que permetin la ubicació temporal. Tanmateix, els estudis realitzats per Hauschild i Niemeyer el 1966 permeten datar la construcció a la primera meitat del segle i dC.

## Historiografia

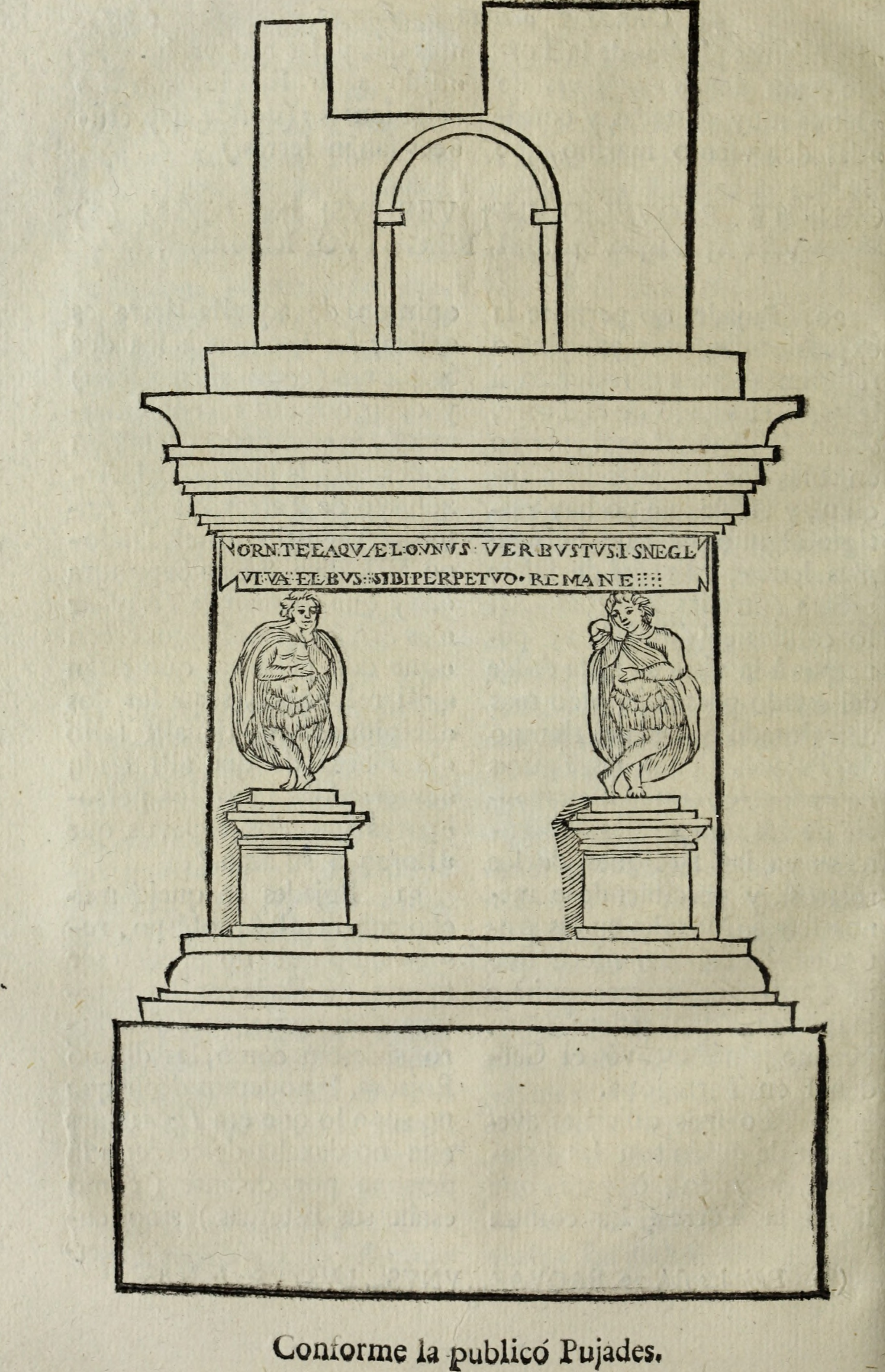
Dibuix publicat pel pare Flórez al tom de la España Sagrada que cita un dibuix anterior de Jeroni Pujades.

Durant molt anys es va pensar que aquesta torre era la tomba on havien estat enterrats els germans Escipió, morts l'any 211 aC. Aquesta suposició es fonamentava en la identificació de les escultures del monument com la representació d'aquests cònsols romans. Tanmateix, els estudis realitzats per Hauschild i Niemeyer el 1966 permeten datar la construcció a la primera meitat del segle i dC, la qual cosa impedeix relacionar aquesta obra amb el sepulcre de Gneu i Publi Corneli Escipió.
La bibliografia més antiga que es coneix sobre aquest monument ja el relaciona amb els germans Escipió, i, segurament, l'errònia identificació com a sepulcre d'aquests generals i herois romans té el seu origen en la fàcil i ràpida acceptació d'aquesta hipòtesi i en la difusió que en van fer la majoria d'autors (si més no fins a la segona meitat del segle xix) que han descrit o esmentat la Torre en els seus llibres o articles. No sembla, doncs, que el nom s'originés a partir d'una atribució popular (els topònims d'aquesta mena són generalment genèrics): s'ha de tenir en compte el nivell de coneixement popular de la història de la Segona Guerra Púnica fins als segles xv o xvi. Tot i que ja al segle xv Joan Margarit, bisbe de Girona, parla de la Torre com a possible tomba de Publi i Gneu Escipió, la primera obra impresa que podem ressenyar (el Paralipomenon de Margarit no es va imprimir fins a l'any 1545) és la Crònica (1558) del canonge valencià P. A. Beuter, en la qual s'afirma (cap. viii) que «estan soterrats los dos germans en la torreta davant Tarragona, que es diu fins hui el sepulcre dels Escipions, on estan los bustos dels dos de marbre [sic], posats en la torre». Aquesta referència tan poc afortunada es veurà acompanyada d'una representació gràfica també errònia (una mena d'híbrid format per la superposició de la Torre dels Escipions i l'Arc de Berà), proves que demostren que Beuter no coneixia personalment el monument.
No fou fins a la publicació del Libro de las grandezas (1572), del tarragoní L. Pons d'Icart, per a trobar una descripció essencialment correcta —malgrat alguns errors— de la Torre. Gràcies a diversos manuscrits del mateix Pons (preparatoris del seu llibre) i a un dibuix del pintor flamenc A. van den Wyngaerde podem conèixer l'estat de conservació del monument pels volts de 1565, un estat força similar al que té quatre-cents trenta anys més tard: manca de coberta, interior mig reblert de pedres i terra, desgast considerable en la inscripció i els relleus, etc. El cronista J. Pujades va poder veure i mesurar la Torre l'últim any d'aquell segle (1600) i n'ofereix un dibuix i una descripció força acurats (1609).
Un pas enrere suposa la publicació per J. B. Fischer von Eriach (1721) d'un fantasiós gravat de la Torre (realitzat a partir d'un dibuix de l'enginyer M. A. Weiss), amb greus errors en les proporcions i amb una disposició iconogràfica idealitzada. Molt més bones i reals són les descripcions i representacions publicades al tom xxiv de l'España Sagrada (1769) del P. Flórez (amb una làmina realitzada a partir d'un dibuix de l'artista vallenc F. Bonifàs) i a la primera part del Voyage (1806) d'A. de Laborde (sobretot les làmines xliv i xlv, gravades a partir de dibuixos de J. Legier —amb una perspectiva i composició que serà copiada repetidament i sovint amb no gaire fortuna, per artistes posteriors— i J. Moulinier). Laborde dona notícia de la troballa, molt a prop de la Torre, l'any 1802, d'un petit sepulcre de pedra que contenia una urna de vidre en la qual hom va recuperar dos ungüentaris de vidre i una moneda de bronze d'època de Tiberi (tots aquests, materials que es coneixen). El comte d'Espanya, aleshores capità general de Catalunya (havia estat governador de Tarragona l'any 1817), manà regirar —infructuosament— el que quedava del rebliment interior de la Torre.
La bibliografia vuitcentista posterior no aporta gran cosa al coneixement de la Torre, llevat dels treballs realitzats pel tarragoní B. Hernández Sanahuja, qui va voler fer una aproximació científica i crítica a un monument que se seguia considerant majoritàriament —tot i que autors tan antics i ben considerats com F. d'Ocampo (1541) o A. Agustí (1587) ho havien rebutjat clarament— la tomba dels germans Escipió. Hernández va deixar diverses descripcions molt detallades i documentades de la Torre (1852–1854, 1862, 1867 i 1871), per a la qual ja suposava una coberta en forma de «pirámide cuadrangular» i fins i tot va poder confrontar-la amb la de Vilablareix (Gironès), un monument funerari de característiques similars al de Tarragona per bé que més senzill (1857).
S'han considerat la descripció d'Hernández i la nova lectura de la inscripció que publicà E. Hubner (1869) com els precedents directes de la historiografia moderna del monument. Al segle xx, a més d'algunes troballes relativament pròximes a la Torre (1904), dels diversos treballs de neteja i restauració (sobretot els de 1924, quan la Comissió de Monuments buida l'interior i el reforça amb formigó) i de la declaració monumental (1926), s'han de destacar —entre altres— els estudis i les aportacions d'E. Albertini (1915), C. Cid (1948), J. Sánchez Real (1951), T. Hauschild, S. Mariner i H. G. Niemeyer (1966) i G. Alföldy (1975).
El 2012 es van fer unes obres de restauració, amb l'objectiu d'evitar la degradació del monument. A l'abril de 2022 un llamp va esquerdar diversos carreus de la façana principal de la torre i va afectar també la part superior.

## Protecció genèrica
- L'any 2000 la UNESCO va incloure el monument dins la llista de Patrimoni Mundial com a integrant del «Conjunt Arqueològic de Tàrraco».
- Tot el terme municipal de Tarragona està protegit i declarat pel Decret 652/1966, de 10 de març (BOE de 22 de març de 1966) i d'acord amb l'àmbit III amb un nivell de protecció d'acord amb la vigent Llei 9/93 del Patrimoni Cultural Català, Bé Cultural d'Interès Nacional a la categoria de BCIN-zona arqueològica.
- Declarat monument historicoartístic per Real Orden de 28 de juliol de 1926 (Gazeta de 30 de juliol de 1926). Nivell de protecció d'acord amb la vigent Llei 9/93 del Patrimoni Cultural Català: BCIN (R-I-51-0324). Bé cultural d'Interès Nacional a la categoria MONUMENT HISTÒRIC.
- El 20 de novembre del 2007 la Generalitat de Catalunya va delimitar l'àrea de Protecció de la Torre dels Escipions (DOG n. 5021, 3/12/2007, 51312-51314).[10]